# 和泉町 (名古屋市)
和泉町（いずみちょう）は、愛知県名古屋市中区の地名。

## 地理
名古屋城下町の碁盤割最北の東西街路である京町筋の伏見町筋と桑名町筋の間の1丁をその範囲としていた。

### 学区
- 中学校 - 名古屋市立丸の内中学校
- 小学校 - 名古屋市立名城小学校[4][5]・名古屋市立御園小学校[6]

### 人口
国勢調査による人口の推移
| 1950年（昭和25年） | 550人 |  |
| 1955年（昭和30年） | 613人 |  |
| 1960年（昭和35年） | 629人 |  |
| 1965年（昭和40年） | 594人 |  |

## 歴史

### 地名の由来
当地に清洲越しにより移転した酒屋の清水屋が、和泉のごとく商売繁盛となるように改名したものとされる。

### 沿革
- 慶長15年（1610年） - 清須越しにより、上畠町東ノ切として成立[8]。
- 貞享3年（1686年） - 和泉町と改める[8]。
- 明治4年 - 上畠町および五條町を編入する[1]。
- 1878年（明治11年）12月20日 - 名古屋区成立に伴い、同区和泉町となる[1]。
- 1889年（明治22年）10月01日 - 名古屋市成立に伴い、同市和泉町となる[1]。
- 1908年（明治41年）04月01日 - 西区成立に伴い、同区和泉町となる[1]。
- 1944年（昭和19年）02月11日 - 栄区成立に伴い、同区和泉町となる[1]。
- 1945年（昭和20年）11月03日 - 栄区廃止に伴い、中区和泉町となる[1]。
- 1966年（昭和41年）03月30日 - 丸の内一丁目および同二丁目に編入され、消滅[1]。